# Qulan

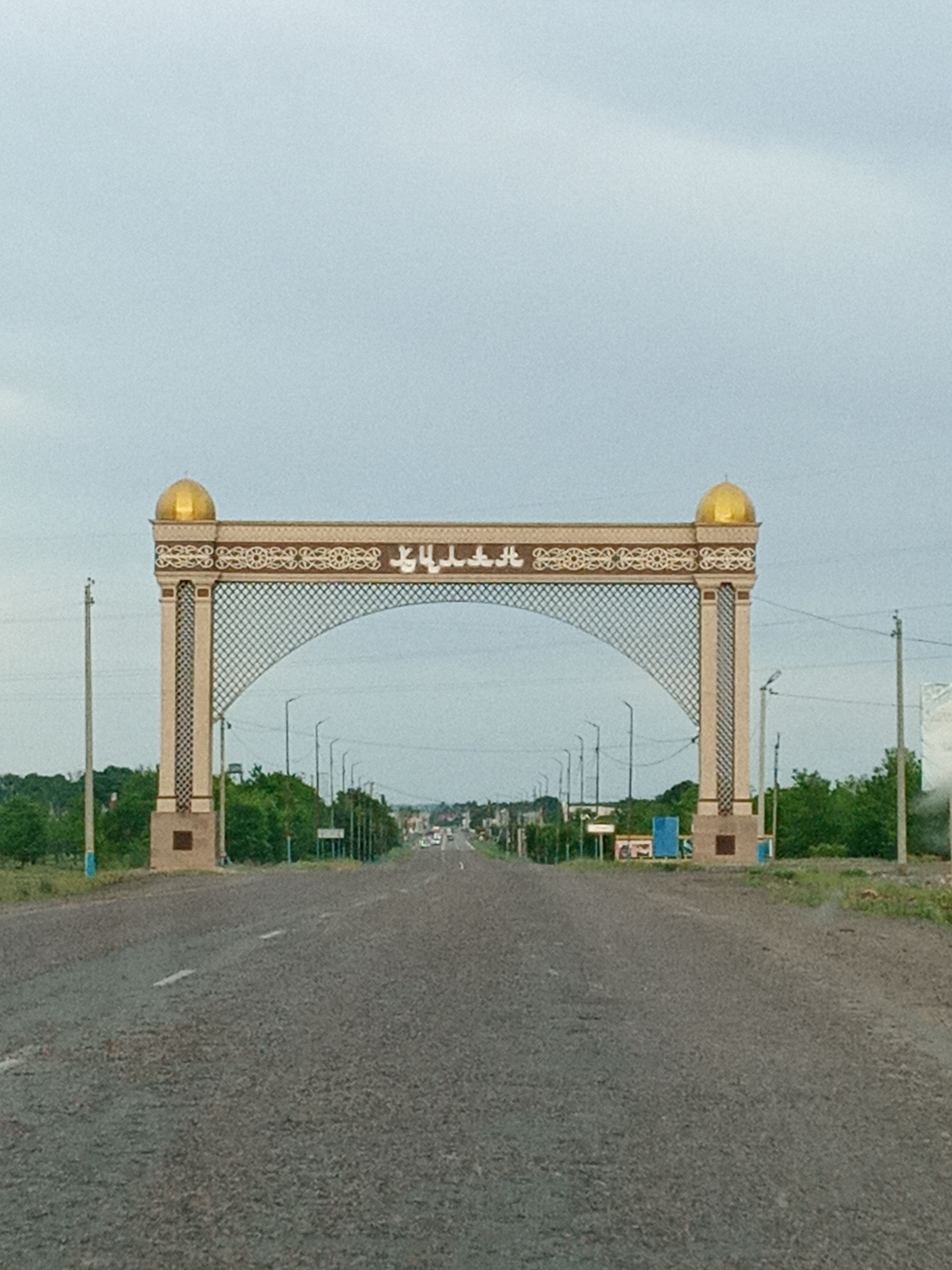

Qulan (kasachisch Құлан, russisch Кулан Kulan; bis 1992 Lugowoje/Луговое) ist ein Ort im Gebiet Schambyl im Süden Kasachstans.

## Geografie
Qulan befindet sich im Gebiet Schambyl im Süden von Kasachstan und ist Verwaltungszentrum des Audan Turar Rysqulow. Er liegt rund 110 Kilometer östlich von Taras und 150 Kilometer westlich der kirgisischen Hauptstadt Bischkek am Fuße des Kirgisischen Alatau.

## Geschichte
Qulan war im Mittelalter ein Ort an der Seidenstraße. Gegen Ende des 19. Jahrhunderts begannen unter der Leitung von Wassili Bartold erste Ausgrabungen im Osten des Ortes. Ab 1936 begannen archäologische Ausgrabungen durch die kasachische Abteilung der Akademie der Wissenschaften der UdSSR, die ergaben, dass es bereits im 1. Jahrhundert eine Siedlung an diesem Ort gab. Im 7. Jahrhundert wird der Ort in schriftlichen Aufzeichnungen des Straßennetzes der chinesischen Tang-Dynastie erwähnt. Qulan wird auch in Aufzeichnungen arabischer Autoren erwähnt, die die Orte entlang der Seidenstraße vom 8. bis 10. Jahrhundert beschrieben. Die Fläche der Stadt wurde mit zehn Quadratkilometern angegeben, für diese Zeit eine bedeutende Größe. Sowjetische Archäologen entdeckten in den 1960er Jahren die Überreste eines Palastes. Seit 2014 ist die Ausgrabungsstätte Teil der Stätte Seidenstraßen: das Straßennetzwerk des Chang'an-Tianshan-Korridors des UNESCO-Weltkulturerbes.

## Bevölkerung
Bei der Volkszählung 1999 hatte Qulan 12.294 Einwohner. Die Volkszählung 2009 ergab für den Ort eine Einwohnerzahl von 15.380. Bei der letzten Volkszählung 2021 lebten 18.572 Menschen in Qulan. Die Fortschreibung der Bevölkerungszahl ergab zum 1. Januar 2025 eine Einwohnerzahl von 18.837.
| Einwohnerentwicklung               | Einwohnerentwicklung | Einwohnerentwicklung | Einwohnerentwicklung | Einwohnerentwicklung | Einwohnerentwicklung | Einwohnerentwicklung | Einwohnerentwicklung |
| 1939                               | 1959                 | 1970                 | 1979                 | 1989                 | 1999                 | 2009                 | 2021                 |
| ---------------------------------- | -------------------- | -------------------- | -------------------- | -------------------- | -------------------- | -------------------- | -------------------- |
| 2.263                              | 5.572                | 9.980                | 12.392               | 13.435               | 12.294               | 15.380               | 18.572               |
| Anmerkung: Volkszählungsergebnisse |                      |                      |                      |                      |                      |                      |                      |

## Söhne und Töchter des Ortes
- Älichan Qaranejew (* 1990), Billardspieler